# Dekanat Brzesko
Dekanat Brzesko – dekanat w diecezji tarnowskiej.
Dziekanem dekanatu brzeskiego od 29 sierpnia 2005 roku jest ks. prał. Józef Drabik – proboszcz parafii Brzesko (Matki Kościoła i św. Jakuba), a wicedziekanem ks. Wojciech Werner – proboszcz parafii (Miłosierdzia Bożego) w Brzesku.

## Parafie wchodzące w skład dekanatu
- Parafia Najświętszej Maryi Panny Matki Kościoła i św. Jakuba Apostoła w Brzesku,
- Parafia Miłosierdzia Bożego w Brzesku,
- Parafia Matki Bożej Częstochowskiej w Brzesku-Słotwinie,
- Gnojnik – Parafia św. Marcina Biskupa,
- Gosprzydowa – Parafia św. Urszuli z Towarzyszkami,
- Jadowniki – Parafia św. Prokopa Opata,
- Jasień – Parafia Najświętszej Maryi Panny Wniebowziętej,
- Okocim – Parafia Trójcy Przenajświętszej,
- Poręba Spytkowska – Parafia św. Bartłomieja Apostoła,
- Uszew – Parafia św. Floriana.